# Río Muniellos
El río Muniellos es un río del norte de la península ibérica que discurre por la comunidad autónoma de Asturias, España. 

## Curso
El Muniellos nace en la cordillera Cantábrica, dentro de la reserva natural integral de Muniellos, que a su vez forma parte del parque natural de las Fuentes del Narcea, Degaña e Ibias, por donde discurre prácticamente todo su curso. Este discurre en sentido nordeste a lo largo de unos 12 km y atraviesa la localidade de Moal, desemobocando en el río Narcea junto a la población de La Venta. 
Algunos de los numerosos afluentes que recibe son los regueros de Reiduz, La Cuchada, Caleicho, Rudarenas, La Beiciecha y La Fervienza.